# Fatuma Sado
Pour les articles homonymes, voir Sado.
Fatuma Sado Dergo, née le 11 octobre 1991, est une athlète éthiopienne. 

## Carrière
Fatuma Sado remporte le Marathon de Hambourg en 2011, le Marathon de Los Angeles en 2012, le Marathon de Xiamen en 2013 et le Marathon de Pékin en 2014. Elle est aussi deuxième du Marathon d'Istanbul en 2011 et cinquième du Marathon de Chicago 2012.